# Melanodexia grandis
Melanodexia grandis är en tvåvingeart som beskrevs av Shannon 1926. Melanodexia grandis ingår i släktet Melanodexia och familjen spyflugor.
Artens utbredningsområde är Kalifornien. Inga underarter finns listade i Catalogue of Life.